# Giovanni Cantizano
Giovanni Ismael Cantizano (Rosario, 21 marzo 2007) è un calciatore argentino, attaccante del Rosario Central.

## Carriera
Cresciuto nel settore giovanile del Rosario Central, il 5 gennaio 2025 ha firmato il suo primo contratto professionistico ed il 5 aprile seguente ha debuttato in prima squadra nell'incontro di prima divisione argentina vinto 2-1 contro il Vélez Sarsfield. Nel corso della stagione fa anche il suo esordio nelle competizioni CONMEBOL per club, prendendo parte alla Coppa Sudamericana.

## Statistiche

### Presenze e reti nei club
Statistiche aggiornate al 10 agosto 2025.
| Stagione        | Squadra         | Campionato      | Campionato | Campionato | Coppe nazionali | Coppe nazionali | Coppe nazionali | Coppe continentali | Coppe continentali | Coppe continentali | Altre coppe | Altre coppe | Altre coppe | Totale | Totale | Totale |
| Stagione        | Squadra         | Comp            | Pres       | Reti       | Comp            | Pres            | Reti            | Comp               | Pres               | Reti               | Comp        | Pres        | Reti        | Pres   | Reti   |        |
| --------------- | --------------- | --------------- | ---------- | ---------- | --------------- | --------------- | --------------- | ------------------ | ------------------ | ------------------ | ----------- | ----------- | ----------- | ------ | ------ | ------ |
| 2025            | Rosario Central | PD              | 4          | 0          | CA              | 1               | 0               | -                  | -                  | -                  | -           | -           | -           | 5      | 0      |        |
| Totale carriera | Totale carriera | Totale carriera | 4          | 0          |                 | 1               | 0               |                    | -                  | -                  |             | -           | -           | 5      | 0      |        |